# Hochschober
Le Hochschober est une montagne qui s’élève à 3 242 m d’altitude dans les Hohe Tauern, en Autriche.